# Абравитова, Любовь Александровна
Любовь Александровна Абравитова (укр. Любов Олександрівна Абравітова; род. 5 ноября 1980, Бендеры) — украинский дипломат. Чрезвычайный и полномочный посол Украины в Южно-Африканской Республике (2020—2025).

## Биография
Родилась 5 ноября 1980 года в городе Бендеры, Молдавская ССР. В 2002 году окончила Одесский национальный университет имени И. Мечникова, Институт социальных наук, специальность: Международные отношения. В 2015 году Женевский университет (Швейцария), магистр по вопросам международной безопасности. Владеет украинским, русским, английским и французским языками.
В 2003—2004 годах — сотрудница Представительства МИД Украины в Одессе.
В 2004—2007 годах — заведующая канцелярией, помощник посла посольства Украины в Канаде.
В 2007—2009 годах — работала в пресс-службе Министерства иностранных дел Украины.
В 2009—2013 годах — вице-консул посольства Украины в Королевстве Бельгия.
В 2013—2016 годах — первый секретарь отдела стран Африки Департамента стран Ближнего Востока и Африки Министерства иностранных дел Украины.
С января по июль 2017 года — советник посольства Украины в Южно-Африканской Республике.
С 31 июля 2017 по 14 апреля 2020 года — временный поверенный в делах Украины в Южно-Африканской Республике.
С 14 апреля 2020 по 21 июля 2025 года — чрезвычайный и полномочный посол Украины в Южно-Африканской Республике.
С 17 июня 2021 по 19 августа 2024 года — чрезвычайный и полномочный посол Украины в Республике Ботсвана по совместительству.
С 17 июня 2021 по 8 января 2025 года — чрезвычайный и полномочный посол Украины в Республике Мозамбик по совместительству.